# Lorenz Hackenholt

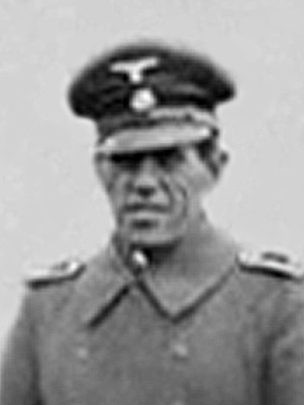
Lorenz Hackenholt

Laurenzius Marie Hackenholt, genannt Lorenz Hackenholt (* 25. Juni 1914 in Gelsenkirchen; Todeserklärung zum 31. Dezember 1945), war als SS-Hauptscharführer, Maurer, Techniker und Fahrer an der Einrichtung und dem Betrieb der NS-Tötungsanstalten der Aktion T4 sowie den NS-Vernichtungslagern der Aktion Reinhardt beteiligt.

## Herkunft und Beruf
Hackenholts Eltern waren Theodor und Elisabeth Hackenholt, geb. Wobriezek. Hackenholt nahm nach Besuch der örtlichen Volksschule im Alter von 14 Jahren eine Maurerlehre auf und arbeitete nach bestandener Gesellenprüfung in seinem erlernten Beruf.

## Bei den SS-Totenkopfverbänden
Zum 1. April 1933 trat Hackenholt in die NSDAP ein (Mitgliedsnummer 1.727.962). Bereits 1933 bewarb er sich für eine Mitgliedschaft in der SS, in die er 1934 aufgenommen wurde (SS-Nummer 84.133). In seinem Lebenslauf von 1941 führte er aus, nach seiner Aufnahme in die SS am 1. Januar 1934 der Führerschule des SS-Abschnitts XVII zugeteilt worden und dort auch bis zu deren Auflösung verblieben zu sein. In dieser Zeit habe er eine Ausbildung als Kraftfahrer erhalten. Nach seinem Abgang von der Führerschule, bedingt durch deren Auflösung, meldete er sich zur Wehrmacht, wo er seinen Wehrdienst von Oktober 1935 bis Oktober 1937 in einem Pionierbataillon ableistete. Während dieser Zeit ruhte seine SS-Mitgliedschaft.
In der Vernehmung von Werner Dubois, eines Kameraden von Hackenholt, nach dem Krieg, sagte dieser aus, dass sie beide der II. SS-Totenkopfstandarte „Brandenburg“ angehört hätten, die in Oranienburg stationiert war und das Personal für das benachbarte KZ Sachsenhausen stellte. Als für den im März 1938 dort eingerichteten Kraftfahrzeugfuhrpark Kraftfahrzeugmechaniker und Fahrer mit Führerscheinen der Klasse I bis III gesucht wurden, kamen beide dort als Mechaniker und Fahrer sowie als Wachpersonal zum Einsatz.

## Aktion T4
Mit Beginn der Aktion T4, der systematischen Tötung von Geisteskranken und Behinderten im Herbst 1939, bemühte sich die hierfür zuständige Tarnorganisation der Kanzlei des Führers (KdF) mit der Bezeichnung „Gemeinnützige Stiftung für Anstaltspflege“ um die Anwerbung und Verpflichtung von geeignetem Personal. Auf entsprechende Ersuchen sandte der Kommandant des KZ Sachsenhausen, Hermann Baranowski, vier seiner Leute nach Berlin. Neben Hackenholt und Werner Dubois waren dies noch Josef Oberhauser und Siegfried Graetschus, die ebenfalls beim Fuhrpark beschäftigt waren. Im November 1939 wurden die Genannten zusammen mit sechs weiteren Männern aus verschiedenen KZ (darunter auch Kurt Franz aus dem KZ Buchenwald) in der KdF vom Leiter des Hauptamtes II Viktor Brack und dessen Vertreter Werner Blankenburg über die geplante Aktion mit dem Hinweis auf die absolute Verschwiegenheitspflicht unterrichtet und ihr geplanter Einsatz vorgestellt. Hierzu wurden ihnen zur Illustration Fotos von Extremfällen geisteskranker Menschen gezeigt, deren Heimplatz angeblich für Wehrmachtslazarette gebraucht werde. Es wurde ihnen versichert, dass sie nichts mit der geplanten Vergasung der Kranken zu tun hätten, sondern „lediglich“ deren Leichen verbrennen bzw. die Busse für den Transport der Opfer fahren sollten.
Als Bedienstete der „Stiftung“ war für sie Zivilkleidung vorgeschrieben. Hackenholt fuhr am nächsten Tag die neuen Mitarbeiter mit einem Bus in die NS-Tötungsanstalt Grafeneck. Von Anfang 1940 an war Hackenholt dort und in allen anderen der insgesamt sechs Tötungsanstalten der Aktion T4 sowohl als „Leichenbrenner“ als auch als Fahrer der Busflotte tätig, die von der Tarnorganisation „Gemeinnützige Krankentransport GmbH (Gekrat)“ für den Transport der Opfer in die Tötungsanstalten betrieben wurde. Auch für Viktor Brack und August Becker, dem Chemiker und Gasbeschaffer der Aktion T4, war Hackenholt zeitweise als Fahrer tätig. Die Folgen eines gemeinsamen Barbesuchs mit letzteren in Plauen im Januar 1941 brachten Hackenholt ein Disziplinarverfahren wegen tätlicher Beleidigung ein. Als der Besitzer des Lokals die beiden vermutlich betrunkenen SS-Leute auf der Straße mit verbalen Beleidigungen traktierte, nachdem diese gegen fünf Uhr morgens in Begleitung von zwei Prostituierten seine Bar verlassen hatten, kam es zu einer tätlichen Auseinandersetzung mit Hackenholt. Der Barbesitzer verlor dabei zwei Zähne und rief die Polizei. Auf der Wache weigerten sich Hackenholt und Becker Angaben über ihre dienstlichen Aufgaben in Plauen zu machen. Ein internes SS-Disziplinarverfahren wurde eröffnet und erst nach größerem bürokratischen Aufwand wieder niedergeschlagen.

## Aktion Reinhardt
Nach Einstellung der Aktion T4 im August 1941 wurde Hackenholt wie der Großteil des T4-Personals im Herbst 1941 zum Stab des „SS- und Polizeiführers für den Distrikt Lublin“, SS-Brigadeführer Odilo Globocnik, kommandiert, um in der „Aktion Reinhardt“ bei der Vernichtung der jüdischen Bevölkerung des Generalgouvernements mitzuwirken. Kurz nach seinem Eintreffen in Lublin erhielt er jedoch wieder Urlaub, um am 4. November 1941 in Berlin-Schmargendorf die 29-jährige Ilse Zillmer zu heiraten. Beide waren in einer Wohnung am Kurfürstendamm 112 polizeilich gemeldet. Nach knappen Flitterwochen wurde Hackenholt im Vernichtungslager Belzec eingesetzt.
Hier begann er seine Laufbahn als Vergasungsspezialist der Aktion Reinhardt. Der Lagerkommandant Christian Wirth setzte Hackenholt zunächst als Fahrer ein, der aus dem SS- und Polizeifuhrpark in Lublin die erforderlichen Fahrzeuge zu organisieren hatte, bevor das Lager Belzec später von der KdF geeignete Fahrzeuge zugewiesen erhielt. Hackenholt erwarb sich bald den Ruf eines geschickten und universell einsetzbaren Organisationstalentes mit ausgeprägten technischen Fähigkeiten. Wirth bestellte ihn daher zum Verantwortlichen des Fuhrparks sowie der technischen Ausrüstung des Vernichtungslagers einschließlich deren Installation und Wartung. Zeitgleich mit dem Aufbau einer ersten primitiven Gaskammer in einem Holzschuppen, baute Hackenholt zusammen mit seinem Kameraden Siegfried Graetschus einen Postlieferwagen in eine fahrbare Gaskammer um, indem die Motorauspuffgase in einen geschlossenen Kastenaufbau geleitet wurden. Mit diesem Gaswagen wurden Geisteskranke und Behinderte aus den benachbarten Dörfern abgeholt und auf der Fahrt zum Lager getötet. Nach Aussage seines Kameraden Kurt Franz war Hackenholt, der im Lager „Hacko“ gerufen wurde, sehr stolz auf seine Erfindung, die ihn auch in der Gunst des Lagerkommandanten aufsteigen ließ.
Nach Fertigstellung des ersten Gaskammergebäudes Ende Februar 1942 wurden diese Gaskammern erprobt, indem man drei Transporte mit jeweils 400 bis 600 Juden ermordete. Anfangs verwendete man dazu Kohlenstoffmonoxidgas aus Flaschen, mit dem man bei der Aktion T4 bereits Erfahrungen gesammelt hatte. Wirth entschloss sich nicht zuletzt aufgrund der Erfahrungen Hackenholts mit seinem Gaswagen, für die Verwendung von Motorabgasen. Hackenholt installierte hierzu mit Hilfe ukrainischer Trawniki-Männer einen russischen Panzermotor, dessen Abgase in die drei Kammern des Vergasungsgebäudes geleitet wurden. Hackenholt erhielt schließlich die Aufsicht über die Vergasung der nach Belzec transportierten Opfergruppen. Die Arbeit verrichteten ukrainische Hilfskräfte und jüdische Opfer. Der im Belzec-Prozess freigesprochene Karl Schluch sagte in einer Vernehmung am 10. November 1961 aus:
„[…] Nachdem die Juden die Gaskammer betreten hatten, wurden die Türen von Hackenholt selbst oder von den zugeteilten Ukrainern fest verschlossen. Sodann setzte Hackenholt den Motor in Betrieb, mit dem die Vergasung ausgeführt wurde. Nach etwa 5 bis 7 Minuten – und diesen Zeitraum schätze ich – wurde durch ein Guckloch in die Gaskammer hineingeschaut, um festzustellen, ob bei allen der Tod eingetreten ist. Erst dann wurden die Außentore geöffnet und die Gaskammer gelüftet. Wer die Kontrolle vornahm, kann ich heute nicht mit Sicherheit sagen. Es kann außer Hackenholt und Hering, Wirth, Schwarz möglicherweise auch Oberhauser gewesen sein.“
Der organisierte fabrikmäßige Massenmord setzte mit einem Transport am 17. März 1942 ein. Während dieser Großaktion, die vier Wochen dauerte, wurden 80.000 Juden in Belzec umgebracht. Weitere 16.000 Juden wurden bis Mitte Juni 1942 ermordet; dann erfolgte ein Umbau der Gaskammern. Das Holzgebäude wurde abgerissen und an seiner Stelle ein festes Gebäude von 24 m Länge und 10 m Breite gebaut. Es enthielt sechs Gaskammern unterschiedlicher Größe, die kaum höher als 2 m waren. Diese neuen Gaskammern konnten 1.500 Menschen fassen. Im Belzec-Prozess sagte Werner Dubois aus, dass Hackenholt der Entwurfsverfasser der neuen Gaskammer gewesen sei. Dementsprechend sei über dem Eingang auch ein Schild mit der zynischen Aufschrift „Hackenholt-Stiftung“, bekrönt von einem Davidstern, angebracht worden.
In seinem Bericht vom 4. Mai 1945 schilderte der als Hygienefachmann der Waffen-SS nach Belzec gereiste SS-Untersturmführer Kurt Gerstein als Augenzeuge den Vergasungsvorgang bei einem Besuch im Lager am 18. August 1942. Er bemerkte auf dem Dach eines Gebäudes als "sinnigen, kleinen Scherz" den Davidstern und vor dem Bauwerk die Inschrift: "Heckenholt-Stiftung" [richtig Hackenholt, d.V.]. Gerstein erfuhr, dass sich dort drei Gaskammern befanden, und schrieb: „Jetzt endlich verstehe ich auch, warum die ganze Einrichtung Heckenholt-Stiftung heißt. Heckenholt ist der Chauffeur des Dieselmotors [mit hoher Wahrscheinlichkeit handelte es sich um einen Ottomotor, d. V.], ein kleiner Techniker, gleichzeitig der Erbauer der Anlage. Mit den Dieselauspuffgasen sollen die Menschen zu Tode gebracht werden...“
Es kam immer wieder vor, dass nicht mehr gehfähige Opfer im Lager ankamen. Diese wurden nach der Vergasung des Transports vom Bahnhof durch das jüdische Arbeitskommando auf Bahren zu einer gesonderten Grube getragen, wo sie in der ersten Zeit des Lagerbetriebs von Hackenholt durch einen Schuss in den Hinterkopf getötet wurden. Die Vernichtungsaktion endete in Belzec Anfang Dezember 1942.
Im September 1942 wurde Hackenholt von Wirth, der zwischenzeitlich vom Lagerkommandanten in Belzec zum Inspekteur der Vernichtungslager der Aktion Reinhardt aufgestiegen war, in das Vernichtungslager Treblinka versetzt. Auch hier wurde er als Planer für eine neue Gaskammer nach dem Modell der „Hackenholt-Stiftung“ in Belzec eingesetzt. Die Ausführung der Planung oblag Erwin Lambert, der bereits die Gaskammern für die Aktion T4 eingerichtet hatte. Auch im Vernichtungslager Sobibor war eine Vergrößerung und Verbesserung der Tötungsanlage erforderlich, so dass die Spezialisten Hackenholt und Lambert mit einem eingearbeiteten Trupp ukrainischer Hilfskräfte etwa im Oktober 1942 nach dorthin versetzt wurden.
Zu Beginn des Winters kehrte Hackenholt wieder nach Belzec zurück. Dort hatte er mit einem Bagger die in großen Gruben verscharrten Leichen zu exhumieren um deren Verbrennung auf einem Rost von Eisenbahnschienen zu ermöglichen. Nach Aussage des ehemaligen SS-Oberscharführers Heinrich Gley im Belzec-Prozess wurden auf zwei großen Verbrennungsrosten täglich etwa 4.000 Leichen verbrannt, so dass zwischen November 1942 und März 1943 annähernd eine halbe Million Leichen auf diese Weise eingeäschert wurden.
Weihnachten 1942 und Silvester 1942/43 verbrachte Hackenholt bei seiner Frau in Berlin. Danach wurde er erneut in Treblinka eingesetzt, wo er die Verbrennung überwachte, die nun sofort nach Tötung der Opfer vorgenommen wurde. Auch hier hatte Hackenholt nachträglich die Leichengruben mit einem Bagger zu öffnen und die Verbrennung dieser Leichen zu ermöglichen.
Wieder in Belzec verblieb er dort, bis die Verbrennung der exhumierten Leichen etwa im März 1943 abgeschlossen und das Lager im Mai 1943 aufgelöst und dessen Spuren weitgehend beseitigt worden waren. In Anerkennung seiner Leistung bei der Aktion Reinhardt wurde er neben vielen anderen Beteiligten am 21. Juni 1943 zum SS-Hauptscharführer befördert.
Nach Schließung von Belzec kam Hackenholt in das Flughafenlager Lublin, wo in den Hangars die Hinterlassenschaften der Opfer der Aktion Reinhardt von jüdischen Häftlingen sortiert, gereinigt und für ihre weitere Verwendung vorbereitet wurden. Besonders kostbare Pelzwaren wurden in einer hierfür eingerichteten Gaskammer mit Zyklon B desinfiziert. In dieser Kammer vergaste Hackenholt nicht mehr arbeitsfähige Häftlinge.
Ende Oktober bis Anfang November 1943 besuchte Ilse Hackenholt ihren Mann in Lublin und reiste dann überstürzt ab, als am 3. November 1943 mit der Aktion Erntefest die Liquidierung von über 40.000 Männern, Frauen und Kindern der in den drei noch verbliebenen Konzentrationslagern im Generalgouvernement Polen, Trawniki, Poniatowa und Majdanek begann.

## Bei der Sonderabteilung Einsatz R I in Triest
Vermutlich im September 1943 wurde Christian Wirth zusammen mit weiterem Personal der Aktion Reinhardt nach Triest versetzt. Odilo Globocnik war zum Höheren SS- und Polizeiführer in der Operationszone Adriatisches Küstenland ernannt worden. Wirth wurde hier Befehlshaber der „Sonderabteilung Einsatz R“, einer der Dienststelle Globocniks angegliederten Sonderabteilung. In einem Vorort von Triest wurde das Konzentrationslager Risiera di San Sabba errichtet, in dem schätzungsweise 3.000 bis 5.000 Menschen getötet wurden. Für eine weitaus höhere Zahl insbesondere von Juden diente San Sabba als Sammellager für die Deportationen in die Vernichtungslager.
Hackenholt wurde nach Weihnachten 1943 nach San Sabba zur Einheit R I unter der Führung von Gottlieb Hering versetzt. Im Mai 1944 stoppte Globocnik die Judenvernichtung und verwendete die Sonderabteilung zur Partisanenbekämpfung.
1944 wurde Hackenholt für seinen bedingungslosen Einsatz bei der Aktion Reinhardt mit dem Eisernen Kreuz Zweiter Klasse ausgezeichnet. Für den Reichsführer SS Heinrich Himmler zählte Hackenholt zu den „verdientesten Männern“ der Aktion Reinhardt.
Nach Aussagen seiner Kameraden Josef Oberhauser, Hans Girtzig und Heinrich Gley wurde Hackenholt angeblich im Frühjahr 1945 im Kampf von Partisanen in der Nähe von Triest getötet. Werner Dubois will ihn allerdings noch Anfang Mai 1945 in Kirchbach/Österreich gesehen haben.

## Nach dem Krieg
Einige Jahre nach dem Krieg stellte seine Frau den Antrag, ihren vermissten Mann für tot zu erklären. Dies geschah am 1. April 1954 durch das Amtsgericht Berlin-Schöneberg zum 31. Dezember 1945. Trotz einzelner Hinweise, dass Hackenholt noch am Leben sei, endete eine Untersuchung durch eine Sonderkommission der Münchner Kriminalpolizei von 1959 bis 1963 ohne Ergebnis.